# Bougouni
Bougouni és una població i comuna (municipi) de Mali, capital del cercle de Bougouni a la regió de Sikasso, situada à 170 km au sud-est de Bamako i 210 km a l'oest de Sikasso. En bambara, Bougouni significe « casa petita ».

## Història
Bougouni era una població bambara que fou ocupada per Samori Turé el novembre de 1893. Una columna francesa va derrotar els sofes. La població va esdevenir el 10 de juliol de 1894 la capital d'un cercle (cercle de Bougouni) que limitava a l'est amb el de Sikasso i a l'oest amb el de Kankan, al nord amb el de Bamako i al sud amb el de Touba. El primer administrador fou el tinent Gouraud.
L'arxiu colonial que es mantenia a Bougouni va resultar destruït en un incendi el març de 1991 durant els esdeveniments que van provocar la caiguda de la dictadura militar de Moussa Traoré.